# Красная Горка (Волжский район)
Красная Горка — деревня в Волжском районе Республики Марий Эл, входит в состав городского поселения Приволжский.

## География
Расположена в 5 км (6 км по автодорогам) к востоку от центра поселения — посёлка городского типа Приволжский. Расстояние до Волжска составляет по автодорогам 20,5 км на юго-запад.

## История
В «Списке населённых мест Российской империи», изданном в 1866 году, населённый пункт упомянут как казённый околоток Лягушкин 2-го стана Чебоксарского уезда Казанской губернии, при колодцах, расположенный в 90 верстах от уездного города Чебоксары. Здесь насчитывалось 22 двора и 216 жителей (98 мужчин и 118 женщин).
В 1868 году выселок Лягушкин значится в составе Царевококшайского уезда.
По переписи 1897 года в выселке Лягушкин Помарской волости Чебоксарского уезда проживали 413 человек, русские. Имелась пожарная машина. В 1907 году здесь проживало 515 человек.
В 1924 году деревня Лягушкино являлась центром Лягушкинского сельсовета Звениговского кантона, в ней проживало 588 человек в 114 дворах. В 1930 году в деревне работала русская школа I ступени.
В 1933 году население составляло 609 человек. В том же году в деревне была организована сельскохозяйственная артель «Активист».
В 1939 году в Лягушкинской неполной средней школе преподавание велось на русском и марийском языках. 8 преподавателей обучали 221 ученика.
В 1940 году в состав колхоза «Активист» входило 98 дворов, 440 человек (в основном русские). В колхозе работали мельница и кузница. В колхозном коровнике содержалось 34 головы КРС, в свинарнике — 20 свиней, в овчарне 34 овцы, на двух конюшнях — 77 лошадей, кроме этого было 129 голов птицы, 42 пчелосемьи. Землю обрабатывали плугами, боронами, конными граблями. Во время посевных и уборочных работ пользовались молотилкой, сенокосилкой, сеялками, жатками и телегами.
Указом Президиума Верховного Совета РСФСР от 16 ноября 1940 года деревня Лягушкино была переименована в деревню Красная Горка, Лягушкинский сельсовет — в Красногоркинский сельсовет.
В годы Великой Отечественной войны из деревни было призвано 83 человека, из них 57 погибли на войне.
В 1945 году в состав колхоза «Активист» входили 86 дворов и 232 человека, из них трудоспособных 31 мужчина, 86 женщин, 44 подростка. В 1948 году здесь находилась русскоязычная изба-читальня, имелась звуковая киноустановка.
В 1950-е годы деревня являлась отделением колхоза «Власть Советов», в который также входила деревня Александровка.
В 1976 году деревня вошла в состав Приволжского сельского совета, в 1980 году преобразованного в Приволжский поселковый совет. В 1980 году в Красной Горке Приволжского поселкового совета Волжского района было 50 хозяйств, проживали 101 мужчина, 75 женщин. Была асфальтированная дорога, до Волжска ходил автобус каждые 3 часа. В деревне находилась водопроводная колонка, жители пользовались электричеством, телевизорами и радио. В деревне работала восьмилетняя школа на 150 мест. В 1980-е годы в деревне размещалось отделение птицефабрики «Волжская».

## Население
| 2002 | 2010 |
| ---- | ---- |
| 52   | ↘42  |

В 2003 году по данным текущего учёта в деревне проживало 59 человек в 39 дворах (в основном пенсионеры), согласно переписи 2002 года — 52 человека (26 мужчин, 26 женщин), марийцы (60 %) и русские (38 %). По переписи 2010 года — 42 человека (20 мужчин, 22 женщины).

## Инфраструктура
До недавнего времени в деревне находилась основная школа, которую в основном посещали жители соседних деревень Моркиялы и Ашланка (в 2002/03 году 56 детей). Был магазин Волжского райпо. Трудоспособные жители деревни в основном работают в посёлке Приволжский и на предприятиях городов Волжска и Зеленодольска. Жители держат в своих хозяйствах коров, овец и коз, на приусадебных участках выращивают овощи. Летом занимаются сбором ягод, грибов. Есть радио, телевидение, водопровод, но нет природного газа. Дома в основном деревянные, в 2000-е годы велось строительство жилых усадебных домов. Дорог с твёрдым покрытием нет.